# Jełyzawetiwka (obwód dniepropetrowski)
Jełyzawetiwka (ukr. Єлизаветівка) – wieś na Ukrainie, w obwodzie dniepropetrowskim, w rejonie dnieprzańskim, w hromadzie Petrykiwka. W 2025 liczyła 2299 mieszkańców.

## Urodzeni
- Ołeh Dubyna